# NocturN
NocturN – ósmy album studyjny polskiej grupy muzycznej Christ Agony. Wydawnictwo ukazało się 3 października 2011 roku nakładem wytwórni muzycznej Mystic Production. Album został nagrany na przełomie marca i kwietnia 2011 roku w olsztyńskim Studio X. Gościnnie w nagraniach wziął udział znany z formacji Behemoth – Zbigniew „Inferno” Promiński, który zarejestrował wszystkie partie perkusji. 
Również w marcu na cmentarzysku Gotów i Gepidów w miejscowości Węsiory odbyła się sesja zdjęciowa na potrzeby płyty. Fotografie zespołu wykonał Krzysztof „Sado” Sadowski znany m.in. ze współpracy z grupami Vader i Kobranocka. Okładkę i oprawę graficzną przygotował Michał Grabowski z firmy BlackTeamMedia.

## Lista utworów
Opracowano na podstawie materiału źródłowego.
| Nr | Tytuł utworu                        | Autorzy                      | Długość |
| -- | ----------------------------------- | ---------------------------- | ------- |
| 1. | „Opus Sacrum / Reign of Chaos”      | Cezary „Cezar” Augustynowicz | 03:01   |
| 2. | „Frozen Path Unholy Fire”           | Cezary „Cezar” Augustynowicz | 05:28   |
| 3. | „The Stigma of Hell”                | Cezary „Cezar” Augustynowicz | 06:04   |
| 4. | „Silent Gods of Darkness”           | Cezary „Cezar” Augustynowicz | 05:36   |
| 5. | „Demonicon Illuminati”              | Cezary „Cezar” Augustynowicz | 05:39   |
| 6. | „Black Star Falling”                | Cezary „Cezar” Augustynowicz | 06:47   |
| 7. | „Flames of Several Suns”            | Cezary „Cezar” Augustynowicz | 07:12   |
| 8. | „Opus Profanum / Fields of Inferno” | Cezary „Cezar” Augustynowicz | 05:50   |
|    |                                     |                              | 45:37   |

## Twórcy
Opracowano na podstawie materiału źródłowego.
- Cezary „Cezar” Augustynowicz – gitara prowadząca, wokal prowadzący, produkcja
- Tomasz „Reyash” Rejek – gitara basowa, wokal wspierający
- Zbigniew „Inferno” Promiński – perkusja
- Szymon Czech – produkcja, inżynieria dźwięku, miksowanie, mastering
- Michał Grabowski – okładka, oprawa graficzna
- Krzysztof „Sado” Sadowski – zdjęcia